# Онавеј (Ајдахо)
Онавеј (енгл. Onaway) град је у америчкој савезној држави Ајдахо.

## Демографија
По попису из 2010. године број становника је 187, што је 43 (-18,7%) становника мање него 2000. године.
| Група             | 2000.       | 2010.       |
| Белци             | 214 (93,0%) | 185 (98,9%) |
| Афроамериканци    | 0 (0,0%)    | 0 (0,0%)    |
| Азијати           | 1 (0,4%)    | 0 (0,0%)    |
| Хиспаноамериканци | 8 (3,5%)    | 2 (1,1%)    |
| Укупно            | 230         | 187         |